# George Takei

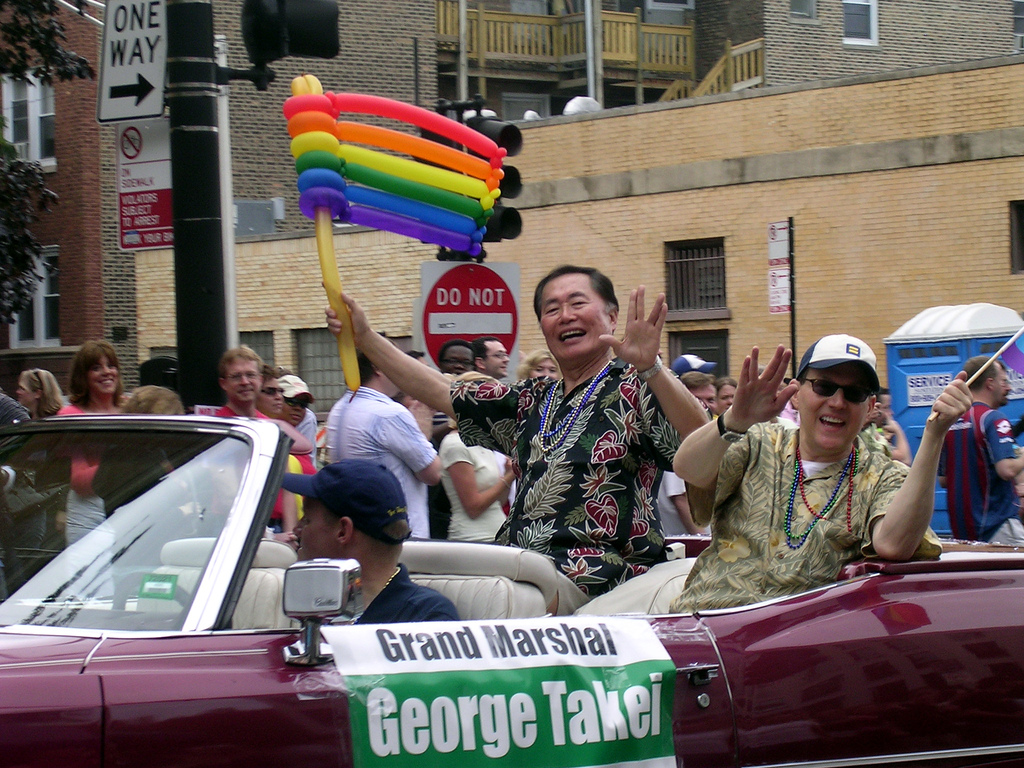
George Takei en día de orgullo Gay en 2006.

George Hosato Takei (Los Ángeles, California, 20 de abril de 1937) es un actor de televisión, director, autor y activista estadounidense.
En la televisión estadounidense se hizo famoso por su papel de Hikaru Sulu, el timonel de la nave estelar "Enterprise", en la serie Star Trek. También actuó en el mismo papel en seis largometrajes de Star Trek y en un episodio de Star Trek: Voyager.
Fue uno de los primeros actores de origen asiático en un papel regular en la televisión estadounidense. En 1986 fue premiado con su propia estrella en el camino de la fama de Hollywood (Hollywood Walk of Fame).
En otros papeles ha interpretado a Kaito Nakamura en la serie de televisión de la NBC Héroes. También hizo un papel en un episodio de la serie The Big Bang Theory en el que se interpretaba a sí mismo (de manera exagerada y humorística).
Actualmente, y gracias a las redes sociales, se ha convertido en un líder en pro de la lucha por los derechos homosexuales y la libertad de conciencia. Su grupo de Facebook supera los nueve millones de seguidores y ha utilizado Internet como medio para transmitir mensajes con un toque de humor.
Ha escrito tres libros como autor principal: su autobiografía Oh Myyy! (1994),  There Goes The Internet (2012) y Lions and Tigers and Bears - The Internet Strikes Back (2013).
Ha ganado varios premios y honores por sus esfuerzos en las áreas de derechos humanos y relaciones Estados Unidos-Japón, incluyendo su trabajo con el Museo Nacional Japonés Americano.

## Vida personal
Takei es budista y también un ávido anglófilo.
Cuando era niño fue enviado junto a sus padres a un campo de concentración estadounidense durante la Segunda Guerra Mundial, una experiencia que le marcó profundamente.
En octubre de 2005 anunció su homosexualidad y la identidad de la pareja con la que había compartido 19 años. Lo hizo público en la revista Frontiers.
El 14 de septiembre de 2008 contrajo matrimonio con su pareja Brad Altman, en el estado de California.
En entrevistas posteriores Takei afirmó haber vivido "en el armario" durante muchos años por miedo a perder su carrera, dado que muchos otros actores homosexuales al revelar su orientación perdieron su fama, pero curiosamente, cuando él anunció al mundo que era gay, esto, en vez de limitarle, hizo que aumentara su popularidad. Comentó que en el pasado iba a los clubs gays a tener aventuras casuales, y que tenía mucho miedo de ser descubierto.
Conoció a Brad Altman en un grupo gay de entrenamiento para correr la maratón, y antes de contraer matrimonio vivieron juntos durante más de dos décadas.
A lo largo de los años mantuvo notables diferencias con el actor William Shatner (capitán James Tiberius Kirk), con quien manifestó tener disputas públicas y serias dificultades de relación. Takei, en su libro autobiográfico, manifestó su desacuerdo con la actitud de Shatner durante la filmación de la serie, asunto que se complicó a partir de la boda con Brad Altman, tras la cual Shatner se quejó ante los medios de no haber sido invitado, mientras que Takei afirmaba lo contrario, argumentando que Shatner nunca contestó a la invitación.
En 2011 el actor realiza un llamamiento a los seguidores de Star Trek en contra de la serie de libros y películas "Crepúsculo" (Twilight) ya que considera que esta serie no transmite los valores que la sociedad necesita, perdiendo los temas principales de la ciencia ficción: camaradería, heroísmo y batalla épica.
Desde 2012, George Takei actúa en un musical de Broadway titulado Allegiance, basado en su niñez y su familia.
En su página en Youtube "George Takei presents" muestra un reality con su esposo llamado "It Takeis Two". Esta es una serie de 19 capítulos que muestran de manera graciosa su día a día en pareja. El último capítulo de la serie se desarrolló el 23 de octubre de 2015. Si bien estos capítulos no muestran la total realidad de la vida en pareja, si hacen entender que Brad es controlador, nervioso y celoso, mientras que el actor es un poco más relajado y poco organizado. Cabe anotar que Brad Altman, además de ser su pareja es el asesor de imagen y publicidad del actor, y desde hace varios años se dedica a trabajar en pro de la imagen de su marido, por tanto es el hombre detrás del artista.

## Activismo
Su vida como activista ha estado enmarcada por el cuestionamiento a varias políticas sociales vinculadas al derecho del matrimonio homosexual en los Estados Unidos y sobre los derechos de los inmigrantes, utilizando las redes sociales como Facebook y YouTube para dar a conocer su punto de vista.
En 2004 fue condecorado por Japón con la Orden del Sol Naciente - Cuarta Clase, Rayos Dorados con Rosetón por sus contribuciones a las relaciones entre Estados Unidos y Japón.
En 2007, la NASA nombró un asteroide en su honor como 7307 Takei. Este honor fue sugerido por Tom Burbine profesor de astronomía del Mount Holyoke College. Este reconocimiento se le hizo por su trabajo con la Liga Japonesa de Ciudadanos Estadounidenses y sus campañas por los derechos humanos.
En 2010 realizó una convocatoria para luchar contra el bullying anti-gay, debido a la situación lamentable generada por Clint McCance, exmiembro de la junta escolar de Arkansas al afirmar que los adolescentes gay “deberían suicidarse”.
En el 2011 señaló su desacuerdo con el Comité del Senado de Tennessee que impide a los profesores discutir la homosexualidad en las aulas. La llamada ley "Don't Say Gay", fue discutida en “George Takei Presents” (canal personal de YouTube) donde invita a las personas a rebatirla, remplazando la palabra “Gay” por “Takei”. La campaña se conocería bajo el lema: “It's ok to be Takei”.
En 2012 George Takei ganó el “LGBT Humanist Pride Award”, de la American Humanist Association, gracias a su lucha contra las personas que no están de acuerdo con el matrimonio gay, y la igualdad de derechos de la comunidad LGBT.
En 2013 aclaró su postura en defensa del matrimonio gay en distintas entrevistas, artículos y su cuestionamiento a la homofobia. Fue invitado a varios programas de TV para hablar sobre el tema y responder directamente a personas que protestan sobre este particular.
En 2014 fue condecorado con el premio Vito Russo Award, en Nueva York, por la promoción de la igualdad en la comunidad LGBT.
En junio de 2014, en una conferencia de TED talks, estableció cómo, a pesar de que en la Segunda Guerra Mundial fue llevado junto a su familia a un campo de concentración, se siente estadounidense, y que esa experiencia le marcó en su activismo a favor de los Derechos Humanos.  En este mismo año lanzó un documental activista llamado "To Be Takei" con el lema "Un viaje a las estrellas por la vida, la libertad y el amor".
En 2015 fue condecorado por el "Japanese American National Museum", con la Medalla de Honor por su trayectoria y servicios públicos.
A raíz de la candidatura de Donald Trump y su postura rígida sobre los inmigrantes y el matrimonio gay, en una entrevista hecha por ET al ser cuestionado públicamente sobre Trump y su concepto de "matrimonio tradicional" afirmó que este "se ha casado tres veces y que eso no es tradicional". Todo esto con el fin de defender el matrimonio y los derechos de los homosexuales.  Así mismo, George Takei en un movimiento estratégico ha invitado al candidato a ver su obra "Allegiance", en el que habla desde su punto de vista de los problemas y situaciones ocurridos a su familia, tocando temas propios de la emigración, dadas las posturas rígidas del candidato frente a las personas que llegan a Estados Unidos de América desde otros países. En un tiempo determinado Takei guardó día a día una silla con su nombre esperando su asistencia. Sin embargo Donald Trump nunca se presentó al teatro. George Takei desde el comienzo ha tenido una postura crítica al candidato por establecer que él no sabe contestar una simple pregunta.
A comienzos de 2016, George Takei habla para el canal de televisión MSNBC Live, dando su opinión sobre el proyecto de ley del Senado de los Estados Unidos que busca reconocer al campo de concentración Tule Lake como un sitio histórico oficial, dado que en la Segunda Guerra Mundial albergó a 18.000 japoneses-estadounidenses, entre los cuales estaban él y su familia. Takei comenta su experiencia en el lugar y cómo a su familia le quitaron todo “pero no la dignidad”, por tanto recordar lo sucedido en Tule Lake debe enseñar que “ese tipo de injusticias son las que no se deben repetir”. Siguiendo bajo esa misma línea de acción George Takei ha dado unas serie de conferencias en vivo en Facebook, en las cuales ha recordado los valores del pueblo estadounidense frente a los inmigrantes y sus derechos.
El 13 de junio de 2016, Takei fue honrado con el título honorario de doctor en Humanidades y Letras del Estado de California. Un día antes, el 12 de junio, Takei se lamentaba públicamente por la Masacre del club Pulse de Orlando pidiendo a las personas que donasen recursos y sangre a una fundación de ayuda a las víctimas. Posteriormente escribiría un artículo en The Daily Beast analizando lo ocurrido y cuestionando el uso libre de armas de fuego en los ciudadanos estadounidenses, lo cual según él se ha ido de las manos e incrementa los homicidios por odio en el país.
El 9 de noviembre de 2016, tras la elección de Donald Trump como presidente de los Estados Unidos, George Takei manda un mensaje de esperanza a todos aquellos que se sientes frustrados por la elección estableciendo la necesidad de tener seguridad y esperanza. Estos mensajes los hizo desde su cuenta de Twitter.
Desde que el presidente Trump toma el poder de los Estados Unidos, George Takei ha manifestado una postura crítica frente a sus políticas, estas en mayor medida se han manifestado en las redes sociales.
Anuncia que está desarrollando una novela gráfica que habla sobre su vida en la Segunda Guerra Mundial. "La juventud necesita aprender lo que ha ocurrido en el pasado con decisiones como las que planea implementar Donald Trump", manifestó. El guion estará a cargo de Justin Eisinger y Steven Scott.
En 2019 Takei participa en la serie The Terror: Infamy puesta al aire en agosto. Tiene lugar en un campo de concentración para japoneses-estadounidenses de la costa oeste de los Estados Unidos, durante la Segunda Guerra Mundial.

## Filmografía
- 1964 - The Twilight Zone - Temporada 5 capítulo 31
- 1965 - Viaje al fondo del mar - Temporada 2 capítulo 10  (como As Cheng)
- 1968 - Los boinas verdes (como capitán Nim).
- 1979–1991 - Serie películas Star trek de la I a la VI, Hikaru Sulu.
- 1998 - Mulan (voz)
- 2004 - Mulan 2 (voz)
- 2005 - Malcolm In The Middle - Temporada 7 capítulo 14
- 2006 - Héroes (Kaito Nakamura), primera temporada.
- 2008 - Futurama: el juego de Bender (voz).
- 2008 - Command & Conquer: Red Alert 3 (emperador Yoshiro).
- 2009 - Transformers Animated, Yoketron (tercera temporada).
- 2010 - The Big Bang Theory, George Takei (cuarta temporada).
- 2010 - Community, George Takei (voz) (segunda temporada).
- 2011 - Supah Ninjas
- 2011 - Larry Crowne, Dr. Ed Matsutani.
- 2016 - Kubo and the Two Strings
- 2020 - Scooby-Doo and Guess Who? (él mismo)